# Simon Howard
Simon Howard is een Britse columnist, publicist en voormalig bedrijfsdirecteur.
Hij is de oud-directeur van de SHL Group. Verder heeft hij leiding gegeven aan verschillende wervings- en selectiebureaus. Tegenwoordig houdt hij zich bezig met het schrijven van columns en publicaties.
Hij schrijft columns voor de bekende krant The Sunday Times en voor het tijdschrift People. Verder heeft hij bij de BBC gewerkt aan het personeelsbeleid.

## Boek
- Succesvol Solliciteren (2000)